# 1364年
| 千纪： | 2千纪 |
| 世纪： | 13世纪 \| 14世纪 \| 15世纪 |
| 年代： | 1330年代 \| 1340年代 \| 1350年代 \| 1360年代 \| 1370年代 \| 1380年代 \| 1390年代                                                           |
| 年份： | 1359年 \| 1360年 \| 1361年 \| 1362年 \| 1363年 \| 1364年 \| 1365年 \| 1366年 \| 1367年 \| 1368年 \| 1369年                                 |
| 纪年： | 甲辰年（龙年）；元至正二十四年；韓林兒龍鳳十年；陳理德壽二年；明玉珍天統二年；張士誠吳二年；越南大治七年；日本南朝正平十九年，北朝貞治三年 |

## 大事记
- 二月，朱元璋西吴军廖永忠部兵臨武昌城下，陳友諒之子陳理出降，被朱元璋封為歸德侯。
- 孛羅帖木兒 以「清君側」為名帶兵闖入大都，太子愛猷識理答臘被迫流亡到王保保（擴廓帖木兒）的控制區太原。
- 緬甸北方的撣族政權勐卯先後洗劫了實皆和彬牙，實皆公主索敏（英语：Soe Min Kodawgyi）之子、實皆國王明標的繼子德多明帕耶於同年處死了明標，控制了兩國被毀滅的首都，於緬甸東部阿瓦建立阿瓦王國。
- 瓦盧瓦王朝查理王子繼位，稱查理五世。
- 5月16日——科謝雷戰役，百年戰爭戰役之一，納瓦拉的查理二世希望兼併勃艮第公國，法國國王查理五世派出貝特朗·杜·蓋克蘭對抗讓·德·格拉伊所指揮的納瓦拉王國與英格蘭王國聯軍，取得勝利，迫使納瓦拉國王與查理五世簽定和平條約，使勃艮第公國歸於查理五世的弟弟腓力。
- 9月29日——歐賴戰役，百年戰爭戰役之一，貝特朗·杜·蓋克蘭和布盧瓦的查理受到嚴重慘敗，布盧瓦的查理戰死，布列塔尼繼承戰爭宣告由英格蘭王國支持的約翰五世·德·布列塔尼得勝。
- 十一月，張士誠攻打長興，被湯和、耿炳文擊退。

## 出生
- 朱桢，明朝第一代楚王，明太祖第六子。
- 朱榑，明朝齐恭王，明太祖第七子。

## 逝世
- 4月8日——約翰二世，法國瓦盧瓦王朝國王。（1319年出生，45岁）
- 9月29日——夏爾·德·布盧瓦，布列塔尼公爵。
- 明標，緬甸實皆王朝末代君主。
- 達識帖睦邇，元朝末年官員，曾任宰相，被張士誠所迫自殺。